# Sylvana van Veen
Sylvana van Veen-Maanurdin (1956) is een Nederlands zangeres. Ze zong in The Star Sisters en Tabasco Affair.

## Biografie
Ze begon haar zangcarrière als achtergrondzangeres, onder meer op het album Dreamworld (1983) van Patricia Paay.
Van 1983 tot 1985 vormde ze samen met Patricia Paay en Yvonne Keeley de Star Sisters, die een succesvolle periode kenden als onderdeel van Stars on 45 van producer Jaap Eggermont. In die periode kende de groep drie hits: Stars on 45 proudly presents The Star Sisters, Hooray for Hollywood en A tribute to Marilyn Monroe.
Begin 1985 verliet ze het trio en begon ze met haar man de groep Tabasco Affair. Hun single We belong together bereikte de Tipparade en Tip 30, maar wist niet door te dringen tot de hoofdlijsten.